# Richard Nový
Richard Nový   (Praga, 3 d'abril de 1937) és un remer txec, ja retirat, que va competir sota bandera de Txecoslovàquia durant la dècada de 1960.
El 1960 va prendre part en els Jocs Olímpics d'Estiu de Roma, on quedà eliminat en sèries en la prova del quatre amb timoner del programa de rem. Quatre anys més tard, als Jocs de Tòquio, guanyà una medalla de bronze en la prova del vuit amb timoner. En el seu palmarès també destaca una medalla de bronze al Campionat d'Europa de rem de 1963.